# Mannschaftskader der I liga (Schach) 1972
Die Liste der Mannschaftskader der I liga (Schach) 1972 enthält alle Spieler, die in der I liga der polnischen Mannschaftsmeisterschaft im Schach 1972 mindestens einmal eingesetzt wurden, mit ihren Ergebnissen.

## Allgemeines
Während Maraton Warszawa, Start Lublin, Hetman Wrocław und Flota Gdynia mit je sieben eingesetzten Spielern auskamen, spielten bei Legion Warszawa und Start Łódź je neun Spieler mindestens eine Partie. Insgesamt kamen 94 Spieler zum Einsatz, von 34 keinen Wettkampf versäumten.
Punktbester Spieler war Włodzimierz Schmidt (Pocztowiec Poznań) mit 8,5 Punkten aus 11 Partien. Krystyna Radzikowska (Start Katowice) erreichte 8 Punkte aus 11 Partien, Grażyna Szmacińska (Anilana Łódź) Krzysztof Pytel (Start Lublin) und Stefan Witkowski (Maraton Warszawa) je 7,5 Punkte, wobei Szmacińska 10 Partien spielte, Pytel und Witkowski je 11. Mit Hanna Ereńska-Radzewska (Pocztowiec Poznań) und Marian Ziembiński (Maraton Warszawa) erreichten zwei Spieler 100 %, beide spielten je eine Partie.

## Legende
Die nachstehenden Tabellen enthalten folgende Informationen:
- Nr.: Ranglistennummer; ein zusätzliches "W" bezeichnet Frauen
- Titel: FIDE-Titel zum Zeitpunkt des Turniers; IM = Internationaler Meister, WIM = Internationale Meisterin der Frauen
- Elo: Elo-Zahl vom 1. Juli 1972; bei Spielern ohne Elo-Zahl ist die nationale Wertung eingeklammert angegeben
- Pkt.: Anzahl der erreichten Punkte
- Partien: Anzahl der gespielten Partien

## WKSz Legion Warszawa
| Nr. | Titel | Name                  | Elo    | Pkt. | Partien |
| --- | ----- | --------------------- | ------ | ---- | ------- |
| 1   |       | Andrzej Filipowicz    | 2405   | 6,5  | 10      |
| 2   |       | Jan Adamski           | 2370   | 7    | 10      |
| 3   |       | Rafał Marszałek       | 2270   | 5,5  | 8       |
| 4   |       | Janusz Szukszta       | (2249) | 5    | 9       |
| 5   |       | Stanisław Gawlikowski | (2180) | 0    | 1       |
| 6   |       | Anatol Łokasto        | (2147) | 4,5  | 7       |
| 7   |       | Marek Fijałkowski     | (2105) | 7    | 9       |
| 8   |       | Andrzej Pytlakowski   | (2101) | 0    | 1       |
| W1  | WIM   | Mirosława Litmanowicz | 2115   | 7    | 11      |

## KS Maraton Warszawa
| Nr. | Titel | Name                     | Elo    | Pkt. | Partien |
| --- | ----- | ------------------------ | ------ | ---- | ------- |
| 1   |       | Aleksander Sznapik       | 2365   | 6,5  | 11      |
| 2   | IM    | Romuald Grąbczewski      | 2420   | 6,5  | 11      |
| 3   |       | Stefan Witkowski         | 2335   | 7    | 11      |
| 4   |       | Andrzej Adamski          | (2256) | 6,5  | 11      |
| 5   |       | Stefan Brzózka           | (2116) | 6    | 10      |
| 6   |       | Marian Ziembiński        | (2148) | 1    | 1       |
| W1  |       | Elżbieta Kowalska-Lipska | 2000   | 7    | 11      |

## MKS Start Lublin
| Nr. | Titel | Name                 | Elo    | Pkt. | Partien |
| --- | ----- | -------------------- | ------ | ---- | ------- |
| 1   |       | Krzysztof Pytel      | 2380   | 7,5  | 11      |
| 2   |       | Zbigniew Jamroz      | (2181) | 5    | 11      |
| 3   |       | Sławomir Wach        | (2149) | 6,5  | 11      |
| 4   |       | Zdzisław Wojcieszyn  | (2063) | 2    | 5       |
| 5   |       | Henryk Dobosz        | (2100) | 5,5  | 7       |
| 6   |       | Krzysztof Zakrzewski | (2047) | 6,5  | 10      |
| W1  |       | Bożena Pytel         | 2010   | 6,5  | 11      |

## KS Start Katowice
| Nr. | Titel | Name                 | Elo    | Pkt. | Partien |
| --- | ----- | -------------------- | ------ | ---- | ------- |
| 1   |       | Henryk Śliwiński     | (2181) | 4,5  | 11      |
| 2   |       | Adam Dzięciołowski   | (2173) | 7    | 11      |
| 3   |       | Jacek Bielczyk       | (2169) | 7    | 11      |
| 4   |       | Wiktor Balcarek      | (2051) | 4    | 7       |
| 5   |       | Stefan Kipiński      | (2046) | 2    | 7       |
| 6   |       | Zbigniew Hurnik      | (1900) | 2    | 4       |
| 7   |       | Zbigniew Kardyś      | (1900) | 2    | 4       |
| W1  | WIM   | Krystyna Radzikowska | 2160   | 8    | 11      |

## KKS Hetman Wrocław
| Nr. | Titel | Name                  | Elo    | Pkt. | Partien |
| --- | ----- | --------------------- | ------ | ---- | ------- |
| 1   | IM    | Jacek Bednarski       | 2395   | 6,5  | 11      |
| 2   |       | Benedykt Serwiński    | (2221) | 5    | 11      |
| 3   |       | Władysław Pojedziniec | 2230   | 5,5  | 11      |
| 4   |       | Zbigniew Terlecki     | (2145) | 6    | 11      |
| 5   |       | Roman Grubiak         | (1900) | 2,5  | 5       |
| 6   |       | Czesław Błaszczak     | (2164) | 2    | 6       |
| W1  |       | Apolonia Litwińska    | (2146) | 5    | 11      |

## KS Anilana Łódź
| Nr. | Titel | Name               | Elo    | Pkt. | Partien |
| --- | ----- | ------------------ | ------ | ---- | ------- |
| 1   |       | Witold Balcerowski | 2365   | 5,5  | 11      |
| 2   |       | Tadeusz Żółtek     | (2206) | 4    | 11      |
| 3   |       | Waldemar Świć      | (2100) | 3,5  | 9       |
| 4   |       | Jan Łachut         | (2095) | 5    | 10      |
| 5   |       | Romuald Grzelak    | (2021) | 2    | 6       |
| 6   |       | Andrzej Najdekier  | (2023) | 4    | 8       |
| W1  |       | Wanda Żółtek       | (2010) | 0,5  | 1       |
| W2  |       | Grażyna Szmacińska |        | 7,5  | 10      |

## FKS Avia Świdnik
| Nr. | Titel | Name                | Elo    | Pkt. | Partien |
| --- | ----- | ------------------- | ------ | ---- | ------- |
| 1   | IM    | Andrzej Sydor       | 2390   | 5    | 11      |
| 2   |       | Tomasz Murat        | (2062) | 1    | 5       |
| 3   |       | Zbigniew Szymczak   | (2107) | 6,5  | 11      |
| 4   |       | Zbigniew Księski    | (1900) | 6    | 10      |
| 5   |       | Zdzisław Marciniak  | (1900) | 2,5  | 8       |
| 6   |       | Jacek Mardarowicz   | (1900) | 2    | 7       |
| 7   |       | Tadeusz Pieprzowski | (1900) | 2    | 3       |
| W1  |       | Anna Jurczyńska     | 2085   | 6    | 11      |

## KS Łączność Bydgoszcz
| Nr. | Titel | Name                 | Elo    | Pkt. | Partien |
| --- | ----- | -------------------- | ------ | ---- | ------- |
| 1   |       | Jerzy Pokojowczyk    | 2310   | 4    | 11      |
| 2   |       | Julian Gralka        | (2123) | 4,5  | 10      |
| 3   |       | Waldemar Jagodziński | (2058) | 6,5  | 11      |
| 4   |       | Grzegorz Chrapkowski | (1900) | 7    | 11      |
| 5   |       | Edward Wiśniewski    | (1988) | 4,5  | 8       |
| 6   |       | Edward Turczynowicz  | (1900) | 0,5  | 1       |
| 7   |       | Benedykt Grabowski   | (1900) | 0    | 3       |
| W1  |       | Lidia Fentzel        | (2026) | 4    | 11      |

## KS Hutnik Nowa Huta
| Nr. | Titel | Name                  | Elo    | Pkt. | Partien |
| --- | ----- | --------------------- | ------ | ---- | ------- |
| 1   | IM    | Jerzy Kostro          | 2390   | 5,5  | 11      |
| 2   |       | Ryszard Gąsiorowski   | (2261) | 6,5  | 11      |
| 3   |       | Jerzy Konikowski      | (2204) | 6,5  | 11      |
| 4   |       | Kazimierz Steczkowski | (2133) | 5,5  | 10      |
| 5   |       | Stanisław Porębski    | (2082) | 4    | 8       |
| 6   |       | Józef Lesiak          | (1952) | 0,5  | 1       |
| 7   |       | Marek Rogalewicz      | (1900) | 1    | 3       |
| W1  |       | Maria Gąsiorowska     |        | 1    | 11      |

## SKS Start Łódź
| Nr. | Titel | Name               | Elo    | Pkt. | Partien |
| --- | ----- | ------------------ | ------ | ---- | ------- |
| 1   |       | Wiktor Matkowski   | (2220) | 0,5  | 9       |
| 2   |       | Andrzej Łuczak     | (2278) | 5,5  | 11      |
| 3   |       | Horst Podolski     | (2137) | 2,5  | 8       |
| 4   |       | Ryszard Wolny      | (2043) | 4,5  | 10      |
| 5   |       | Jan Gadaliński     | (2148) | 3    | 6       |
| 6   |       | Ryszard Zgorzelski | (2084) | 4    | 6       |
| 7   |       | Bogdan Redlich     | (2085) | 4    | 5       |
| W1  |       | Anna Hellwig       | 1990   | 3,5  | 6       |
| W2  |       | Lucyna Krawcewicz  |        | 1    | 5       |

## MZKS Pocztowiec Poznań
| Nr. | Titel | Name                    | Elo    | Pkt. | Partien |
| --- | ----- | ----------------------- | ------ | ---- | ------- |
| 1   | IM    | Włodzimierz Schmidt     | 2450   | 8,5  | 11      |
| 2   |       | Przemysław Ereński      | (2136) | 3,5  | 10      |
| 3   |       | Włodzimierz Kruszyński  | (2041) | 3,5  | 11      |
| 4   |       | Włodzimierz Kałużny     | (1900) | 1    | 6       |
| 5   |       | Adam Mięsowicz          | (1963) | 5    | 8       |
| 6   |       | Eugeniusz Półtorak      | (1900) | 3,5  | 9       |
| W1  |       | Hanna Ereńska-Radzewska | 2115   | 1    | 1       |
| W2  |       | Józefa Małolepsza       | (1947) | 3,5  | 10      |

## WKS Flota Gdynia
| Nr. | Titel | Name                  | Elo    | Pkt. | Partien |
| --- | ----- | --------------------- | ------ | ---- | ------- |
| 1   |       | Zygmunt Pioch         | (2044) | 4    | 11      |
| 2   |       | Stanisław Szczepaniec | (1980) | 4,5  | 11      |
| 3   |       | Marcin Banaszek       | (2100) | 4    | 11      |
| 4   |       | Wojciech Święcicki    | (1941) | 1,5  | 8       |
| 5   |       | Czesław Socha         | (1900) | 2    | 8       |
| 6   |       | Bogdan Rosiak         | (1900) | 1,5  | 6       |
| W1  |       | Władysława Górska     | (2105) | 4,5  | 11      |